# Lindsay Burlet
Lindsay Burlet (født 6. juni 1994 i Villepinte, Frankrig) er en fransk håndboldspiller der spiller for Brest Bretagne Handball.